# Dactylorhiza viridis
Il celoglosso verde (Dactylorhiza viridis (L.) R.M.Bateman, Pridgeon & M.W.Chase) è una piccola pianta erbacea perenne dai fiori poco appariscenti, appartenente alla famiglia delle Orchidacee.

## Etimologia
L'epiteto specifico (viridis) deriva dal latino e ricorda il colore verde, non troppo appariscente, dei fiori.
In lingua tedesca questa pianta si chiama Grüne Hohlzunge; in francese si chiama Coeloglosse verdâtre; in lingua inglese si chiama Frog Orchid.

## Descrizione

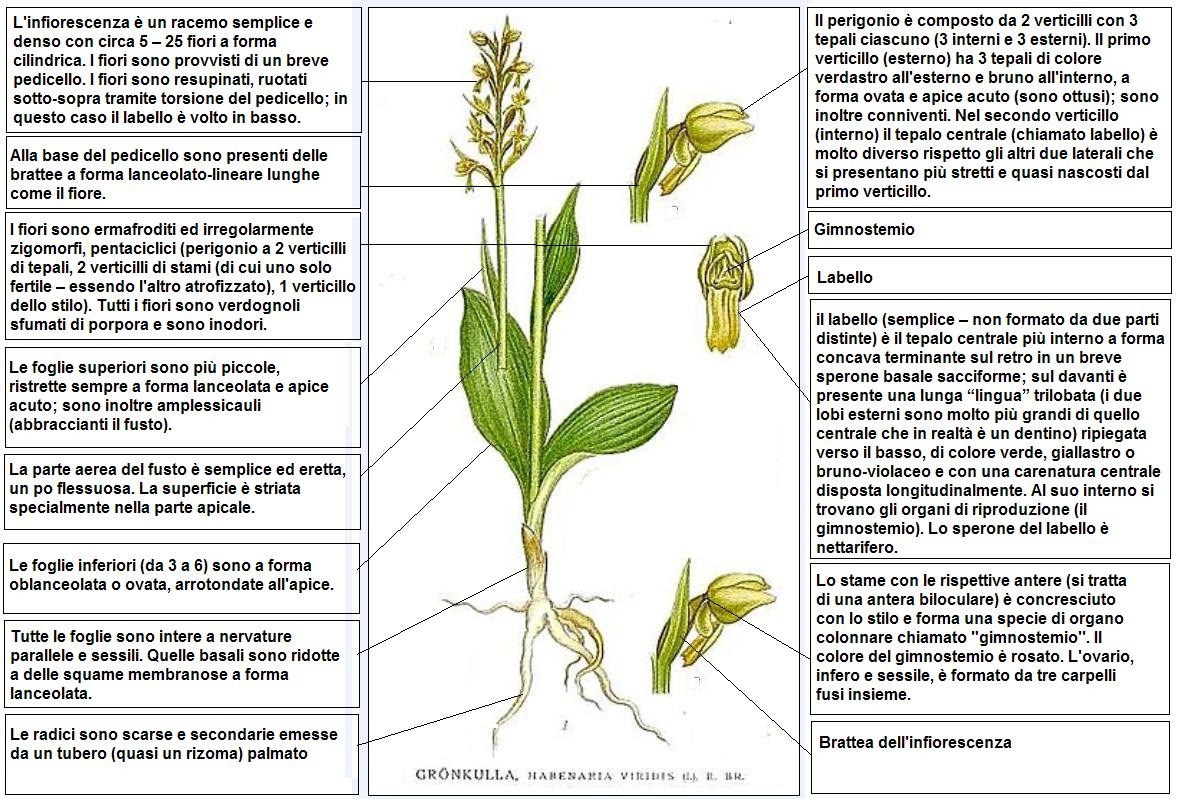
Descrizione delle parti della pianta

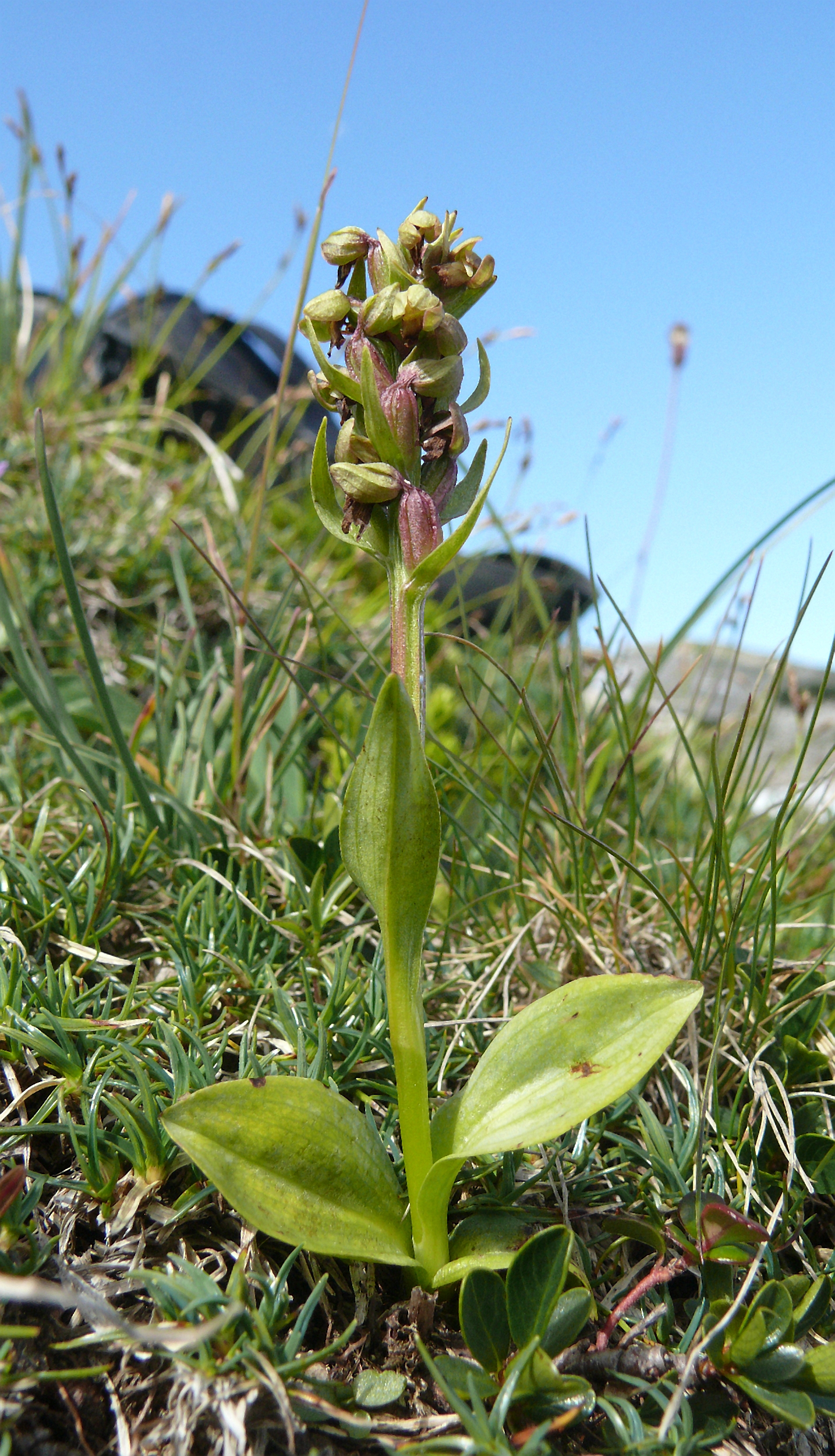
Il portamento

L'altezza di questa pianta varia da 5 a 30 cm (anche 80 cm nel Nord America). La forma biologica di questa orchidea è geofita bulbosa (G bulb), ossia sono piante perenni erbacee che portano le gemme in posizione sotterranea. Durante la stagione avversa non presentano organi aerei e le gemme si trovano in organi sotterranei chiamati bulbi, organi di riserva che annualmente producono nuovi fusti, foglie e fiori. È un'orchidea terrestre in quanto contrariamente ad altre specie, non è “epifita”, ossia non vive a spese di altri vegetali di maggiori proporzioni

### Radici
Le radici sono scarse e secondarie emesse da un tubero (quasi un rizoma) palmato (il “rizotubero” è doppio).

### Fusto
La parte aerea del fusto è semplice ed eretta, un po' flessuosa. La superficie è striata specialmente nella parte apicale.

### Foglie

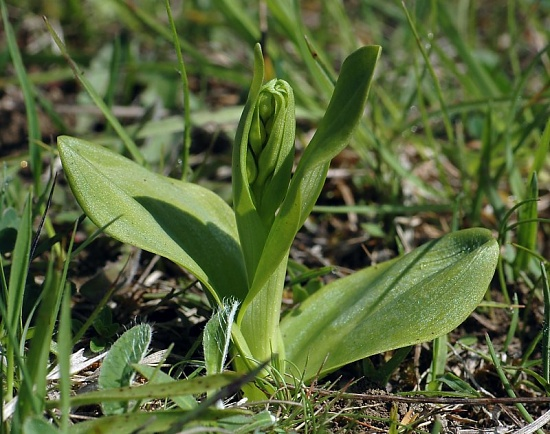
Le foglie (in un giovane individuo)

Tutte le foglie sono intere a nervature parallele e sono sessili.
- Foglie basali: le foglie basali sono ridotte a delle squame membranose a forma lanceolata.
- Foglie cauline: quelle inferiori (da 3 a 6) sono a forma oblanceolata o ovata, arrotondate all'apice; quelle superiori sono più piccole, ristrette sempre a forma lanceolata e con apice acuto; sono inoltre amplessicauli (abbraccianti il fusto). Arrivano fino a circa ¾ dell'altezza del fusto. Dimensioni delle foglie inferiori: larghezza 2 – 2,5 cm; lunghezza 4 – 6 cm; numero dei nervi della lamina: 13 – 15.

### Infiorescenza

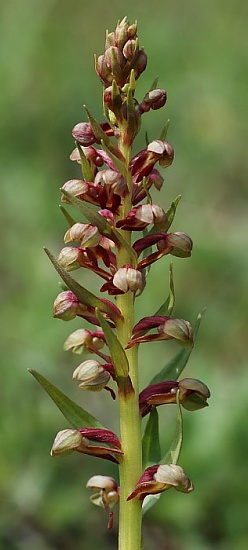
Infiorescenza

L'infiorescenza è un racemo semplice e denso con circa 5 – 25 fiori a forma cilindrica. I fiori sono provvisti di un breve pedicello. I fiori sono resupinati, ruotati sottosopra tramite torsione del pedicello (e non dell'ovario come nel genere Cephalanthera); in questo caso il labello è volto in basso. Alla base del pedicello sono presenti delle brattee a forma lanceolato-lineare lunghe come il fiore. Dimensione delle brattee (quelle inferiori, più grandi): larghezza 3 – 4 mm; lunghezza 20 – 30 mm. Lunghezza dell'infiorescenza: 2 – 10 cm. 

### Fiore

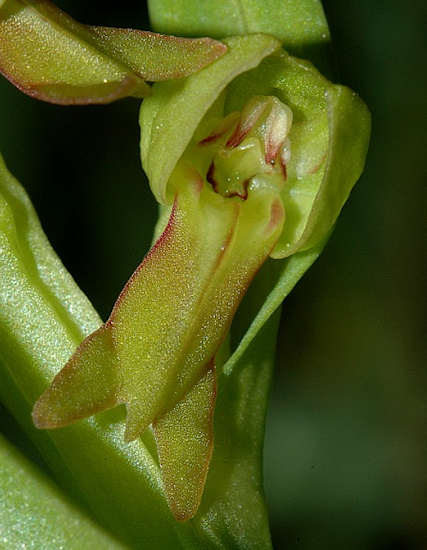
Il fiore (con il labello in primo piano)

I fiori sono ermafroditi ed irregolarmente zigomorfi, pentaciclici (perigonio a 2 verticilli di tepali, 2 verticilli di stami (di cui uno solo fertile – essendo l'altro atrofizzato), 1 verticillo dello stilo). Tutti i fiori sono verdognoli sfumati di porpora e sono inodori. Dimensione dei fiori: 10 – 18 mm.
- Formula fiorale: per queste piante viene indicata la seguente formula fiorale:

P 3+3, [A 1, G (3)]
- Perigonio: il perigonio è composto da 2 verticilli con 3 tepali ciascuno (3 interni e 3 esterni). Il primo verticillo (esterno) ha 3 tepali di colore verdastro all'esterno e bruno all'interno, a forma ovata e apice acuto (sono ottusi); sono inoltre conniventi. Nel secondo verticillo (interno) il tepalo centrale (chiamato “labello”) è molto diverso rispetto agli altri due laterali che si presentano più stretti e quasi nascosti dal primo verticillo. Dimensione dei tepali esterni: larghezza 4 mm; lunghezza 5 mm.
- Labello: il labello (semplice – non formato da due parti distinte) è il tepalo centrale più interno a forma concava terminante sul retro in un breve sperone basale sacciforme; sul davanti è presente una lunga “lingua” trilobata (i due lobi esterni sono molto più grandi di quello centrale che in realtà è un dentino) ripiegata verso il basso, di colore verde, giallastro o bruno-violaceo e con una carenatura centrale disposta longitudinalmente. Al suo interno si trovano gli organi di riproduzione (il ginostemio). Lo sperone del labello è nettarifero. Dimensione del labello: larghezza 3 mm; lunghezza 7 – 13 mm. Dimensione della lingua: larghezza 0,5 – 4 mm; lunghezza 3 – 10 mm. Lunghezza dello sperone sacciforme: 1 – 2 mm.
- Ginostemio: lo stame con le rispettive antere (si tratta di una antera biloculare) è concresciuto con lo stilo e forma una specie di organo colonnare chiamato gniostemio[3]. Questa struttura riproduttiva, nel Ceologlossum, è molto breve. Il polline è conglutinato in pollinii (questi ultimi sono forniti di una ghiandola vischiosa - retinacolo) dotati di caudicola. La borsicola se è presente è molto rudimentale[4]. Il colore del ginostemio è rosato. L'ovario, infero e sessile, è formato da tre carpelli fusi insieme.
- Fioritura: da maggio ad agosto.

### Frutti
Il frutto è una capsula a coste. Al suo interno sono contenuti numerosi minutissimi semi. Questi semi sono privi di endosperma e gli embrioni contenuti in essi sono poco differenziati in quanto formati da poche cellule. Queste piante vivono in stretta simbiosi con micorrize endotrofiche, questo significa che i semi possono svilupparsi solamente dopo essere infettati dalle spore di funghi micorrizici (infestazione di ife fungine). Questo meccanismo è necessario in quanto i semi da soli hanno poche sostanze di riserva per una germinazione in proprio.. Dimensione delle capsula: larghezza 4 –5 mm; lunghezza 7 – 14 mm.

## Biologia
La riproduzione di questa pianta può avvenire in due modi: 
- per via sessuata grazie all'impollinazione degli insetti pronubi (generalmente piccoli, viste le dimensioni dei fiori, come le api, lepidotteri notturni e anche formiche); ma la germinazione dei semi è condizionata dalla presenza di funghi specifici (i semi sono privi di albume – vedi sopra); è presente anche una certa autogamia (il polline è incoerente e agglutinato);
- per via vegetativa in quanto i bulbi possono emettere gemme avventizie capaci di generare nuovi individui.

## Distribuzione e habitat
- Geoelemento: il tipo corologico (area di origine) è Circumboreale – Eurosiberiano, ma anche Nord Americano.
- Distribuzione: è una pianta diffusa in tutta l'Italia (isole escluse); è comune al nord e più rara al centro e al sud. In Europa è altrettanto comune con esclusione dell'area dinarica e con una frequenza maggiore al nord e al centro rispetto al meridione; è comune in Asia e in America del nord.
- Habitat: l'habitat tipico sono i boschi di conifere, i pascoli alpini e le zone a cespuglieti. Il substrato preferito è sia calcareo che siliceo (con una lieve preferenza per quest'ultimo), con pH neutro, bassi valori nutrizionali del terreno che deve essere mediamente umido.
- Distribuzione altudinale: sui rilievi queste piante si possono trovare da 500 fino a 2600 m s.l.m.; frequentano quindi i seguenti piani vegetazionali: montano, subalpino e alpino.

### Fitosociologia
Dal punto di vista fitosociologico la specie C. viride appartiene alla seguente comunità vegetale:
Formazione: delle comunità delle praterie rase dei piani subalpino e alpino con dominanza di emicriptofite
Classe: Nardetea strictae

## Tassonomia
Attribuita in passato al genere Coeloglossum, in base ad analisi filogenetiche è stata spostata al genere Dactylorhiza da R.M.Bateman e altri, spostamento che successivamente è stato contestato da altri autori (Nicolas Devos e altri, 2006). Per il momento in mancanza di ulteriori analisi si ritiene opportuno di dovere tenere distinti i due generi. 

Il numero cromosomico di D. viridis è: 2n = 40.

### Variabilità
La variabilità di questa specie si manifesta nei colori dei fiori e nella densità dell'infiorescenza, ma anche nella grandezza complessiva della pianta. Gli individui del Nord America, ad esempio, sono molto più robusti (più alti) con le brattee floreali molto più lunghe dei fiori. In Alaska viceversa si riscontrano individui con dimensioni notevolmente ridotte.
Per questa specie l'unica varietà riconosciuta è la seguente:
- Dactylorhiza viridis var. virescens (Muhl. ex Willd.).

Si tratta di una varietà americana, più grande delle piante europee. Qui di seguito sono date delle misure basate su alcuni individui del Wisconsin (USA):
- altezza della pianta: 10 – 55 cm;
- dimensione delle foglie: larghezza 2 – 7 cm; lunghezza 5 – 14 cm;
- numero dei fiori dell'infiorescenza: 7 – 70;
- lunghezza delle brattee fiorali: 6 cm;
- dimensione dei tepali: larghezza 2 – 4 mm; lunghezza 3 – 7 mm;
- dimensioni del labello: larghezza 1 – 4 mm; lunghezza 5 – 11 mm.

### Ibridi
Da luogo ai seguenti ibridi:
- Dactylorhiza viridis × Dactylorhiza praetermissa
- Dactylorhiza viridis × Dactylorhiza purpurella
- Dactylorhiza viridis × Dactylorhiza lapponica subsp. lapponica
- Dactylorhiza viridis × Dactylorhiza sambucina

Ma anche con altri generi:
- Dactylorhiza viridis × Gymnadenia rhellicani

### Sinonimi
La specie di questa voce ha avuto nel tempo diverse nomenclature. L'elenco che segue indica alcuni tra i sinonimi più frequenti:
- Satyrium viride L. (basionimo)
- Coeloglossum purpureum Schur
- Coeloglossum viride (L.) Hartm.
- Habenaria viridis (L.) R.Br.
- Orchis viridis L.

## Usi

### Giardinaggio
Questa pianta trova impiego solamente nei giardini rocciosi e alpini. È una specie rustica che può sopportare temperature anche molto basse.

## Galleria d'immagini

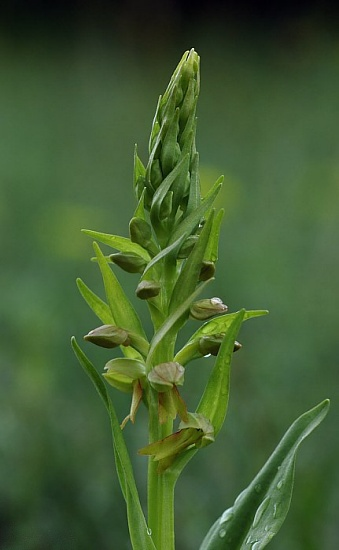
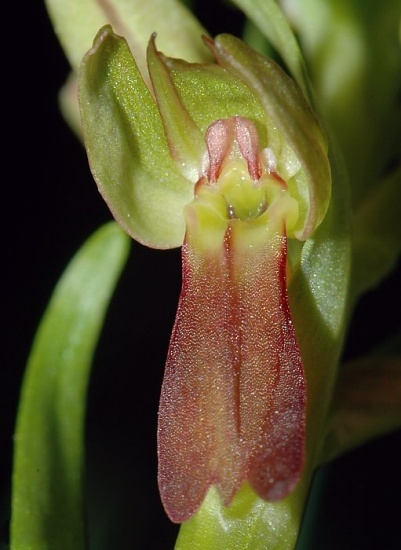
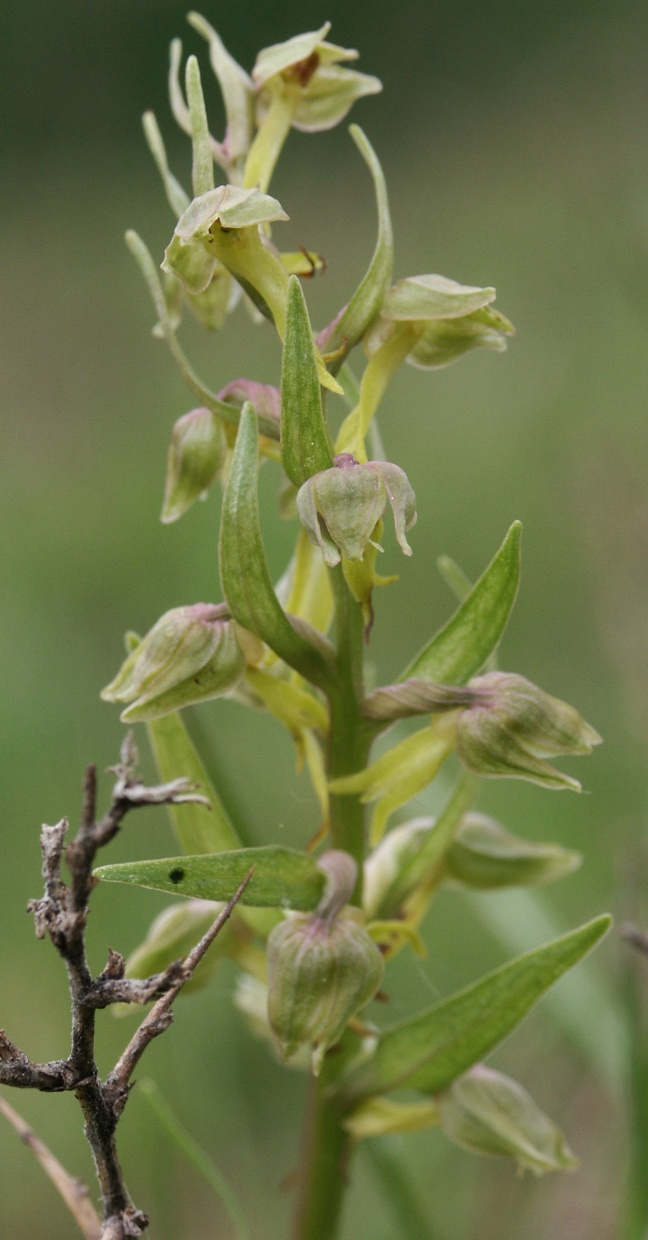
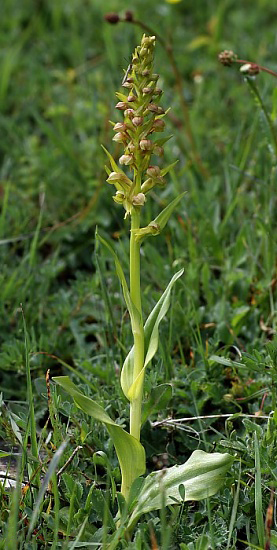